# Copa México 1946/47
Die Copa México 1946/47 war die fünfte Austragung des Fußball-Pokalwettbewerbs seit Einführung des Profifußballs in Mexiko.
Das Pokalturnier wurde im Anschluss an die Punktspielrunde der Saison 1946/47 ausgetragen. Teilnahmeberechtigt waren die 15 Mannschaften, die in derselben Saison in der höchsten Spielklasse vertreten waren.
Pokalsieger wurde zum zweiten Mal nach 1943, als das Turnier erstmals unter Profibedingungen stattfand, die Mannschaft der Unión Deportiva Moctezuma.

## Modus
Die Begegnungen wurden im K.-o.-System ausgetragen und in nur jeweils einem Spiel entschieden.

## Achtelfinale
Die Begegnungen des Achtelfinals wurden am 15. Juni 1947 ausgetragen, das erforderliche Wiederholungsspiel zwischen Moctezuma und Atlas (4:3) fand am 17. Juni 1947 statt.
|               | Ergebnis  |                  |
| ------------- | --------- | ---------------- |
| CF Atlante    | 4:3       | Club América     |
| CD Oro        | 1:0       | CD Guadalajara   |
| UD Moctezuma  | 3:3 n. V. | CF Atlas         |
| Puebla FC     | 2:1 n. V. | A.D.O.           |
| San Sebastián | 0:2       | Real Club España |
| CD Veracruz   | 2:1 n. V. | León FC          |
| CD Tampico    | 2:1       | CF Asturias      |

Freilos: CD Marte

## Viertelfinale
Die Begegnungen des Viertelfinals fanden am 22. Juni 1947 statt.
|             | Ergebnis  |                  |
| ----------- | --------- | ---------------- |
| CD Oro      | 2:0       | CD Tampico       |
| CD Veracruz | 4:2       | CF Atlante       |
| Puebla FC   | 2:1       | Real Club España |
| CD Marte    | 2:4 n. V. | UD Moctezuma     |

## Halbfinale
Die Halbfinals wurden am 26. Juni 1947 ausgetragen. Das Spiel zwischen den Vereinen aus dem Bundesstaat Veracruz, UD Moctezuma und CD Veracruz, fand im Estadio Ciudad de los Deportes von Mexiko-Stadt statt, während beide Pokalspiele zwischen CD Oro und Puebla FC im Parque Oro von Guadalajara, Oros regelmäßiger Heimspielstätte, ausgetragen wurden. Das erste Spiel endete torlos nach Verlängerung, so dass am 29. Juni 1947 ein Wiederholungsspiel erforderlich wurde, das Oro durch einen Treffer von Benjamín „Bailarina“ Méndez in der 68. Minute mit 1:0 gewann.
|              | Ergebnis  |             |
| ------------ | --------- | ----------- |
| UD Moctezuma | 2:0       | CD Veracruz |
| CD Oro       | 0:0 n. V. | Puebla FC   |

## Finale
Das Finale wurde am 3. Juli 1947 im Estadio Ciudad de los Deportes von Mexiko-Stadt ausgetragen. Bereits nach 20 Minuten lag der Club Deportivo Oro durch die Treffer von Carlos Círico (3. und 15. Minute) und Atilio Mellone (20. Minute) bei einem Gegentreffer von Daniel Muñoz (8. Minute) mit 3:1 gegen die Unión Deportiva Moctezuma in Führung. Doch Moctezuma konnte das Spiel noch in der letzten halben Stunde durch Tore von Julio Ayllón Aparicio (60. und 85. Minute) und Honorio Arteaga (73. Minute) drehen und gewann den Pokalwettbewerb zum zweiten Mal nach 1943.
|        | Ergebnis  |              |
| ------ | --------- | ------------ |
| CD Oro | 3:4 (3:1) | UD Moctezuma |

Mit der folgenden Mannschaft gewann die Unión Deportiva Moctezuma den Pokalwettbewerb der Saison 1946/47:
Evaristo Murillo – Antonio Azpiri, Antenor Medina – Dolores Araujo, Guillermo del Valle, Carlos „Caco“ Gutiérrez, Alfonso Arnáez – Walter Meneses, Julio Ayllón Aparicio, Daniel Muñoz, Honorio Arteaga; Trainer: Julio Kaiser